# Yushu Kitano
Yushu Kitano (北野 祐秀, Kitano Yūshū), né le 14 avril 1930 et mort le 27 février 2016 à Nishinomiya, est un lutteur japonais spécialiste de la lutte libre.

## Carrière
Yushu Kitano participe aux Jeux olympiques d'été de 1952 à Helsinki et remporte la médaille d'argent dans la catégorie de poids mouches.